# Forget Myself
Forget Myself is een nummer van de Britse rockband Elbow uit 2005. Het de eerste van de twee singles van hun derde studioalbum Leaders of the Free World.
"Forget Myself" werd enkel in thuisland het Verenigd Koninkrijk een hit. Het bereikte daar een bescheiden 22e positie.

## Tracklijst
CD1
1. "Forget Myself" – 5:22
2. "The Good Day" – 3:44

CD2 (Maxi-CD single)
1. "Forget Myself" – 5:23
2. "Strangeways to Holcombe Hill in 4.20" – 4:22
3. "My Finger" – 2:41
4. "Forget Myself" (Video) – 3:48

7-inch vinyl
1. "Forget Myself" – 5:22
2. "McGreggor" – 2:33